# Бермет
Бермет је традиционално карловачко слатко ароматизовано вино, оригиналног укуса, најчешће са 16—18% алкохола. Прави се од црвеног или белог грожђа из винограда са падина Фрушке горе, уз додатак лековитих трава.

## Историја
Ароматизовано вино Бермет производи се у Сремском виногорју. Прво се производио у оквиру 35 фрушкогорских средњевековних манастира. Највећи број произвођача овог вина налази се у Сремским Карловцима, Баноштору и другим местима Сремског виноградарског краја.
Сремски Карловци су током неколико векова сматрани за српску престоницу вина одакле су још у 15. веку она извожена у Чешку, Пољску, Швајцарску, Молдавију и Белгију. Управо ту је развијено виноградарство, једно од најстаријих у Европи. Бермет је аутентично вино овога краја специјално слаткасто – горко вино, које је чешће рубин, а ређе беле боје.
Тачан рецепт за производњу карловачког бермета познат је само неколиким породицама из Сремских Карловаца, а најчешће се помиње 27 врста биљака од којих се при производњи користе корен који даје умерену горчину, цвет који доноси вину мирис и плод који носи освежавајући и слаткаст укус. Бермет се прави тако што се у бурад ставља ред грожђа, ред ароматичних травки и тако до врха када се налива прошлогодишњим вином. Буре стоји затворено три месеца.
Служи се као десертно вино или аперитив.

### Ароматично биље
Ароматично биље даје особен укус бермету. Најчешће се помињу пелен, чемерика, слачица, цимет, кора од наранџе, иђирот. Може да се додаје и рен, лишће дуње и вишње.

### Захарије Орфелин
Пишући о рецептима за производњу вина, Захарије Орфелин наводи да се рецептура за израду бермета разликовала од куће до куће. Захарије је дао рецепт који се одомаћио са разним модификација по Фрушкој гори. Свака породица имала је свој тајни рецепт да би бермету удахнула аутентичност. Због разлика у рецептури, бермет се у начелу дели на манастирски бермет и бермет произведен у приватним винаријама. Аутентични бермет трговци су тридесетих година 20. века извозили у САД, а служен је на руском, бечком и енглеском двору.